# Троекуровский район
Троекуровский район — административно-территориальная единица в составе Центрально-Чернозёмной, Воронежской, Рязанской и Липецкой областей РСФСР, существовавшая в 1928—1930 и 1934—1963 годах. Административный центр — Троекурово.
Троекуровский район был образован в 1928 году в составе Козловского округа Центрально-Чернозёмной области. После ликвидации округов в 1930 году район перешёл в прямое подчинение области.
25 ноября 1930 года Троекуровский район был упразднён, а его территория вошла в Лев-Толстовский район.
В 1934 году при разделении Центрально-Чернозёмной области на Курскую и Воронежскую Троекуровский район был восстановлен в составе последней. В его состав вошли Топовский, Урусовский, Петелинский, Горловский, Татищевский, Ивановский, Высельский, Ведновский, Конюшковский, Дуровщинский, Бычковский, Никольский, Алексеевский, Загрядченский, Орловский и Гагаринский сельсоветы Лев-Толстовского района, а также Зыковский и Люблинского Раненбургского района.
26 сентября 1937 года Троекуровский район вошёл в состав Рязанской области.
6 января 1954 года район был передан в Липецкую область.
1 февраля 1963 года Троекуровский район был упразднён, а его территория передана в Чаплыгинский район.